# 1910-те
1910-те са десетилетие на 20 век, обхващащо периода от 1 януари 1910 до 31 декември 1919 година.
През това десетилетие стават едни от най-големите трагедии в света. Потъването на Титаник (1912) и започването на Балканската война през същата година. Две години по-късно (1914) започва Първата световна война с милиони жертви, а последиците са Версайският договор с множество ограничения за Централните сили. Към края на десетилетието (1917 – 1918) избухва Октомврийската революция, която приключва с убийството на семейство Романови – последната царска династия в Русия. През същата година избухва и световна епидемия, позната като „Испански грип“. През това десетилетие жените започват протести за равенство между половете.